# Paulin (album)
Paulin è l'album di debutto come solista del cantante Flavio Paulin (album a nome Paulin), pubblicato dalla casa discografica RCA Italiana nel novembre del 1979.

## Tracce

### LP
Lato A (IKAY 36138)
Testi e musiche di Flavio Paulin.
1. Gli occhi della strada – 3:49
2. Passeggeri del domani – 4:00
3. Né geni né pazzi veri – 4:02
4. Dicembre 1999 – 4:24
5. Metrò – 3:42

Lato B (IKAY 36139)
Testi e musiche di Flavio Paulin, eccetto dove indicato.
1. La nascita del motore di plastica – 5:25
2. Autostar – 3:38
3. Selezione – 4:08
4. Julie ed io... – 3:12
5. New York – 4:05 (George Sims, Franco Migliacci, Flavio Paulin)

## Musicisti
- Flavio Paulin – voce, arrangiamento, produzione, elaborazione elettronica
- Amedeo Tommasi – Oberheim four voices polyphonic sintesyzer, ARP 2600, pianoforte
- Silvano Chimenti – chitarra elettrica, effetti elettronici
- Vincenzo Restuccia – batteria

Note aggiuntive
- Flavio Paulin – produttore
- Flavio Paulin e Amedeo Tommasi – arrangiamenti ed elaborazione elettronica
- Registrazioni effettuate allo Studio «Quattro 1» di Roma (finito di registrare nel settembre 1979)
- Franco Finetti – registrazione e missaggio
- Trasferimento su disco: Guido Di Toma
- M. Korkkinen – foto copertina album[1]